# Oldřich Hlaváč

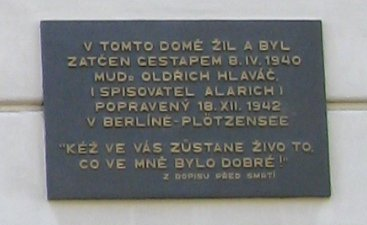
Pamětní deska Oldřicha Hlaváče na smíchovském domě, kde žil do svého zatčení gestapem v roce 1940

Oldřich Hlaváč (9. ledna 1895 Stříbrné Hory – 18. prosince 1942 Berlín, věznice Plötzensee) byl československý zubní lékař, odbojář a spisovatel. Pod pseudonymem Alarich zavedl jako první do české literatury žánr medicínských historek a anekdot o skutečných lékařích.

## Život
Oldřich Hlaváč se narodil v početné rodině krejčího, který přijal později místo poštovního úředníka v Klatovech a nakonec v Praze, aby umožnil svým dětem kvalitní studia. Po ukončení klatovského gymnázia roku 1913 začal Hlaváč studovat na lékařské fakultě Univerzity Karlovy, specializoval se na zubní lékařství a doktorát získal roku 1919. Kromě toho se badatelsky zajímal o fyziologii, což jej přivedlo na jednoroční studijní pobyt v Rockefellerově ústavu v New Yorku. Kromě své lékařské praxe se také živě účastnil spolkového života v pražské Umělecké besedě, stal se dokonce předsedou jejího Společenského výboru a byl iniciátorem a jedním z hlavních organizátorů souborné výstavy děl Josefa Václava Myslbeka uspořádané v pražském Klementinu roku 1929. Byl také velký milovník přírody a náruživý lovec, často se vracel do rodného Pošumaví a věnoval mu také svou báseň Sylva vydanou z pozůstalosti roku 1946.
Kromě odborných lékařských prací se Hlaváč začal z iniciativy Karla Poláčka věnovat zapisování medicínských anekdot, které pod pseudonymem Alarich publikoval od roku 1927 v Poláčkově časopise Dobrý den a současně je četl na setkáních v Umělecké besedě. Protože byly jeho historky, ve kterých s důvěrnou znalostí prostředí a se smyslem pro osobitý humor zachytil významné osobnosti i atmosféru tehdejšího pražského lékařského světa, velmi úspěšné, vydal je knižně ve dvou sbírkách Medicína v županu (1929) a Medicínské historie (1935). Pseudonym Alarich vznikl při jeho pobytu na Korčule roku 1924 a pocházel od jeho jugoslávských přátel, kterým jeho prudká povaha a zjednodušená výslovnost jeho křestního jména Oldrich připomínala vizigótského krále Alaricha.
Po okupaci Československa hitlerovským Německem se Hlaváč aktivně zapojil do odbojového hnutí. Počátkem dubna roku 1940 byl zatčen a postupně vězněn v Praze na Pankráci (do září 1940), v Drážďanech (do června 1941) a v koncentračním táboře v Gollnowě (do června 1942). Pak byl převezen do věznice Plötzensee v Berlíně, kde byl 18. prosince roku 1942 popraven. Z motáků posílaných z vězení manželce byla později sestavena kniha Listy z vězení (1946).

## Dílo

### Próza a poezie
- Medicína v županu (1929), medicínské historky a anekdoty.
- Medicínské historie (1935), druhá kniha medicínských historek a anekdot.
- Listy z vězení (1946), posmrtně vydaná kniha sestavená z motáků posílaných z vězení manželce.
- Sylva (1946), báseň z pozůstalosti, napsaná za pobytu v koncentračním táboře, věnovaná jeho loveckému psu.

### Překlady
- Chalíl Džibrán: Prorok (1932)

### Odborné publikace
- Dětské zubní lékařství a jeho úkoly (1934).
- Kvantitativní výzkum zubní životnosti elektrometrií (1935), analytická studie elektrosensibility zubní dřeně s hlediska patologicko-fyziologického, klinického a soudně lékařského.
- Klinické a pokusné poznámky k zubní impregnaci sirníkem stříbrným (1935).
- Chemický rozbor zubní impregnace sirníkem stříbrným a několik nových impregnačních metod (1935).
- A contribution to the psychotechnical analysis of a physician and stomatologist (1935).
- Fokální infekce zubní (1936).